# UNTSO
L'Organizzazione delle Nazioni Unite per la Supervisione dell'Armistizio (in inglese: United Nations Truce Supervision Organization - abbreviato con la sigla UNTSO) è la più vecchia fra le missioni di peacekeeping promosse dalle Nazioni Unite.
La risoluzione che ha promosso l'UNTSO è la numero 50 del 29 maggio 1948 e modificata successivamente. Il compito dell'UNTSO è vigilare sul rispetto dei trattati di pace stipulati separatamente fra Israele, Egitto, Giordania e Siria nel 1949 e sul rispetto del cessate il fuoco proclamato dopo la fine della conflitto arabo-israeliano del 1967. L'UNTSO vigila, in particolare, sulle alture del Golan e sul canale di Suez.
L'Italia ha fatto parte dell'UNTSO dopo l'approvazione della legge 848 del 17 luglio 1957, e partecipava con l'invio di sette ufficiali. La partecipazione italiana è stata sospesa il 28 luglio 2006.